# Makszim Viktorovics Szurajev
Makszim Viktorovics Szurajev (orosz: Максим Викторович Сураев) (Szovjetunió, Cseljabinszk, 1972. május 24.) orosz űrhajós.

## Pályafutása
1994-ben pilóta-mérnök diplomát szerzett. 1997-ben a Zsukovszkij Akadémián pilóta-mérnök-kutató diplomát kapott. 2007-ben jogászként diplomázott.
1999. novemberig teszt-űrhajós kiképzésben részesült. 2000. januártól a  Nemzetközi Űrállomáson való munkára készítették fel. 2006. márciustól – 2008. áprilisig, majd 2008. áprilistól – 2009. márciusig a biztonsági mentőegység tagja volt. 
2009. szeptember 30-án indult a Nemzetközi Űrállomásra (ISS), közel fél évet (169 napot) töltött ott, 2010. március 18-án Geoffrey Williams amerikai űrhajóssal a Szojuz TMA–16 űrhajóval tért vissza a Földre. 
Ő volt az első űrhajós, aki blogot vezetett, s rendszeresen beszámolt a Nemzetközi Űrállomás legénységének életéről és munkájáról, egyebek között a búza növekedéséről és a lepkék tenyésztéséről a súlytalanság körülményei között, a hálózsákban való alvásról, az élelmiszerekről, amelyeket az űrhajósok fogyasztanak, s arról, miért van hajóharang az űrállomáson.
Szolgálatának elismeréseként az Oroszország Hőse kitüntetést kapta.

## Külső hivatkozások
- Makszim Szurajev. mult-kor.hu. (Hozzáférés: 2011. október 5.)